# ChatsBackforLINE
ChatsBack for LINE(チャットバックフォーライン)は、削除されたLINEのトークや添付ファイルデータを復元できるPCソフト。無料体験版と完全版があり、ソフトウェアメーカーのiMyFone Technology (アイマイフォンテクノロジー) が開発、販売している。

## 特徴
- LINE内の削除されたトークと添付ファイルを復元する[2]
- LINE内データを、HTML、PDF、Excel、CSVなどのファイルとしてPCに復元することが可能
- 復元可能データをプレビューし、事前のデータチェックも可能

## プラットフォーム
- Windows 11/10/8.1/8/7
- macOS 10.9 - macOS 15

### 対応デバイス
- iOS 9.0 - 18.0
  - 機種：iPhone 4 - 16
- Android 5.0 - 15
  - 機種：SONY、SHARP、Fujitsu、Kyocera、Samsung、Google Pixel、Motorola、Huawei、OPPO、LG、Xiaomi、Vivo、Oneplus

1つのアカウントで複数のデバイスやシステムにアクセス可能。

### 対応形式
- CPU - Intel、AMD CPU、1GHzまたはそれ以上